# Église de la Sainte-Famille de Schaerbeek
 (août 2025).
Si vous disposez d'ouvrages ou d'articles de référence ou si vous connaissez des sites web de qualité traitant du thème abordé ici, merci de compléter l'article en donnant les références utiles à sa vérifiabilité et en les liant à la section « Notes et références ».
Pour les articles homonymes, voir Église de la Sainte-Famille.
L'église de la Sainte-Famille (en néerlandais : Heilige-Familiekerk) est un édifice religieux catholique situé square François Riga dans le quartier de Helmet, à Schaerbeek, commune bruxelloise.
Une partie de l'église, le chœur et le transept, fut construite en 1890 par l'architecte Émar Collès, cofondateur des écoles d'art Saint-Luc à Bruxelles. Tandis que le clocher et la nef furent construits bien plus tard, vers 1930, par l'architecte Vandendael, dans un style Art déco.
Le parvis de l'église donne sur le square, l'arrière de l'église est longée par la chaussée de Helmet.
Les parties latérales de l'église forment la fin de l'avenue Huart Hamoir.
La sainte Famille est le nom donné à la famille formée par Jésus et ses  parents, Marie et Joseph.
La paroisse Sainte-Famille fait partie de l'unité pastorale du Kerkebeek du doyenné de Bruxelles Nord-Est.

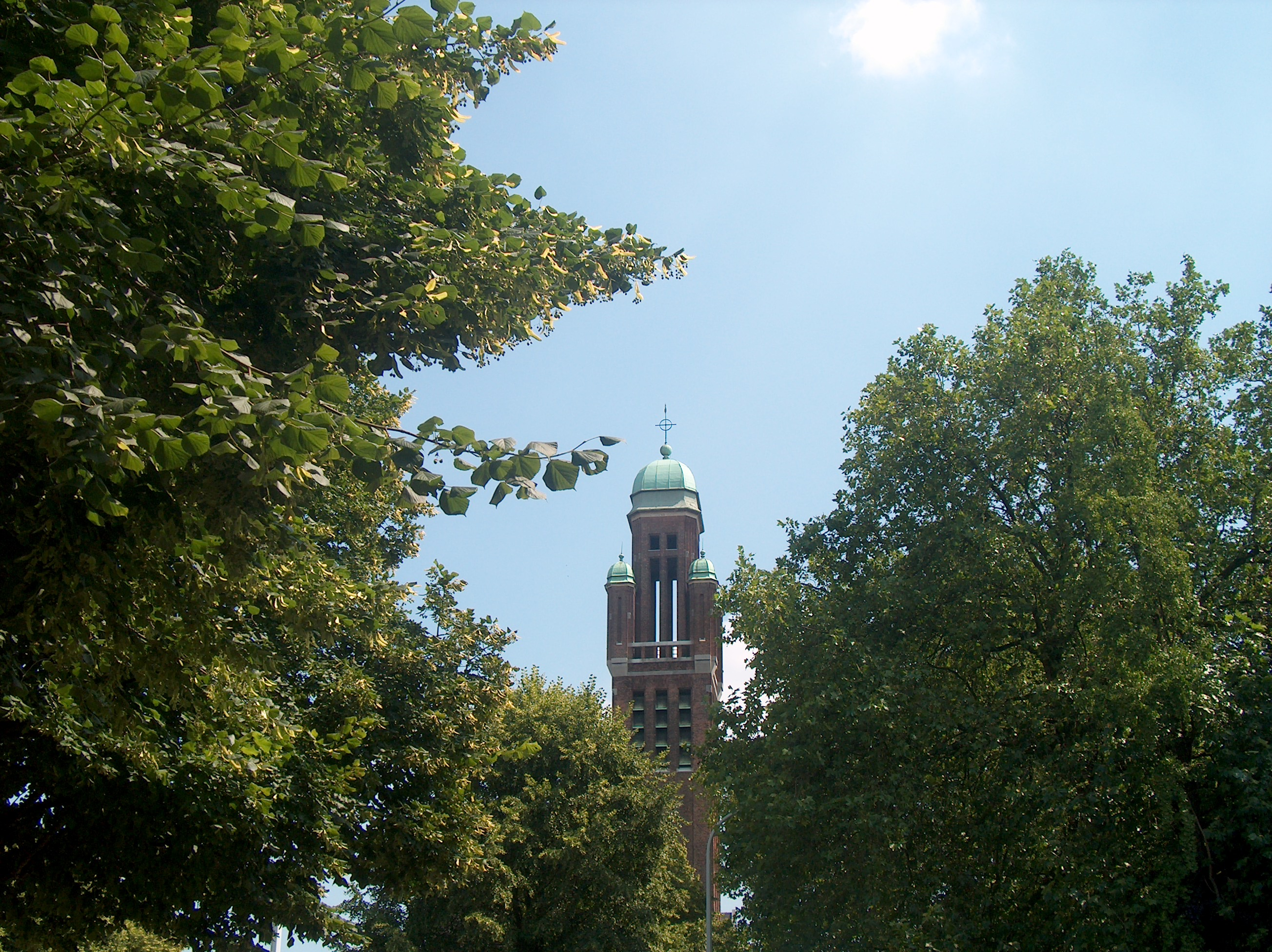
Le clocher de l'église
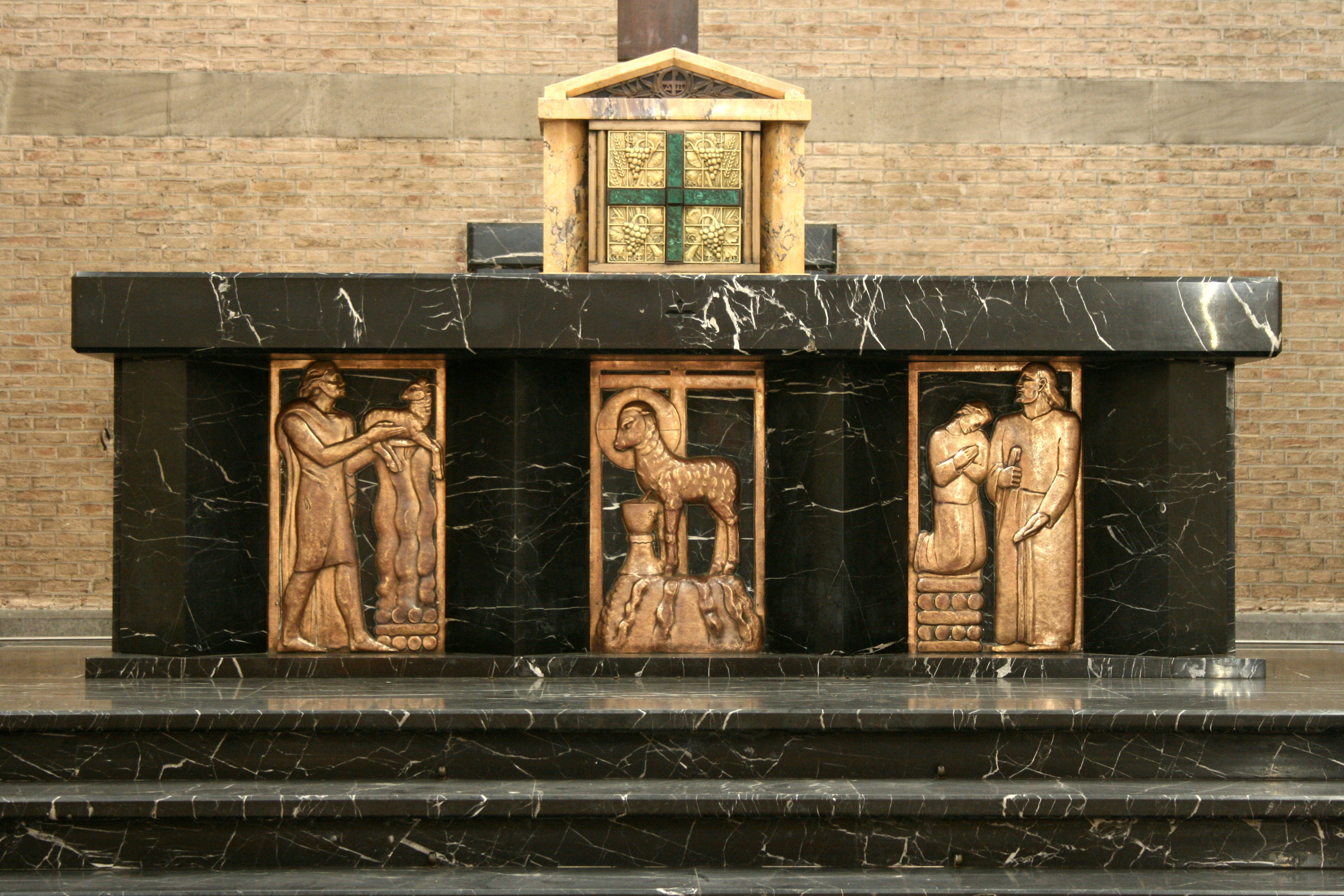
Le maître-autel de l'église
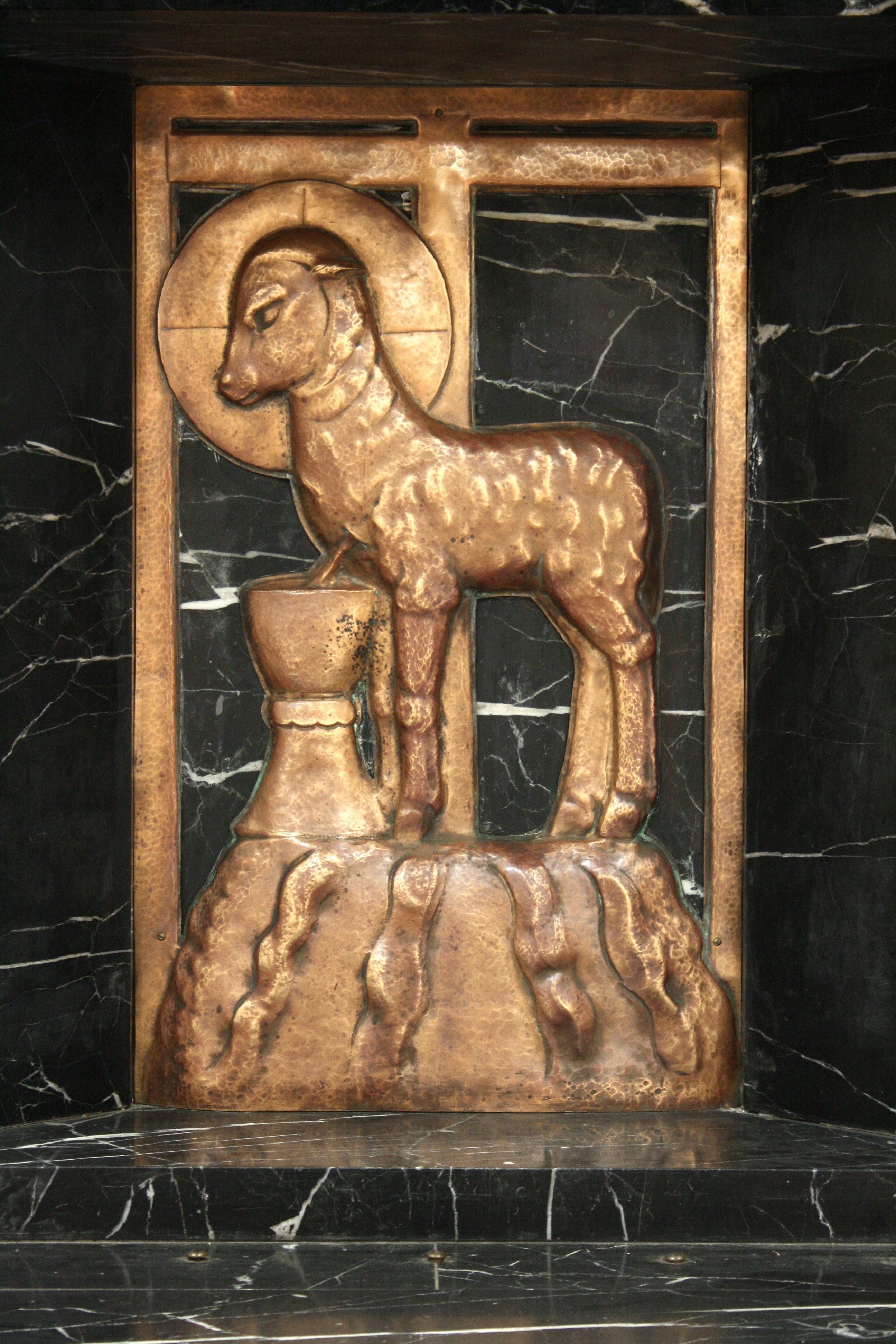
L'agneau immolé (Rev:5:6)